# Sa Unió de Formentera
Sa Unió de Formentera (Sa Unió, en castellano La Unión de Formentera) es una coalición electoral española de ámbito insular de la isla de Formentera, en las Islas Baleares. Creada en 2011 como sucesora de la Agrupació Independent Popular de Formentera (AIPF) para concurrir a las elecciones al Consejo Insular de Formentera y al Parlamento de las Islas Baleares. Esta coalición actualmente la componen el Partido Popular de Formentera y Compromís amb Formentera. El presidente de la organización es Llorenç Córdoba Marí.
La coalición inicialmente la componían el Partido Popular y el Grupo Independientes de Formentera (GUIF) y se presentó a las elecciones al Consejo Insular y al Parlamento de las Islas Baleares de 2011, pero con la disolución del GUIF y el surgimiento de Compromís con Formentera como escisión, ambas formaciones se presentaron en solitario a las elecciones insulares y autonómicas de 2015. En las elecciones de 2019, la coalición se recompuso con estos dos partidos como integrantes, logrando 6 consejeros en el Consejo pero quedando lejos de obtener el escaño autonómico.
Se repitió la coalición en las elecciones insulares y autonómicas de 2023, en las que Sa Unió consiguió una mayoría absoluta de 9 consejeros en el consejo insular y obtuvo el escaño formenterense en el Parlamento Balear.
Sa Unió de Formentera en algunas elecciones, pero no en todas van en coalición con Partido Popular de las Islas Baleares.

## Resultados electorales

### Parlamento de las Islas Baleares
|  | 38.39 % |

|  | 38.24 % |

|  | 46.60 % |

### Consejo Insular de Formentera
Resultado de la coalición en las elecciones al Consejo Insular de Formentera (El ayuntamiento cumple la función de Consejo Insular):
|  | 34.66 % |

|  | 33.75 % |

|  | 47.12 % |